# マルティニーク島侵攻 (1759年)
マルティニーク島侵攻（マルティニークとうしんこう、英語: Invasion of Martinique）は七年戦争中の1759年1月、ペレグリン・ホプソン率いるイギリス軍による、フランス領マルティニークの占領を目的とする水陸両用作戦。

## 経過
マルティニーク島に着いたイギリス艦隊はフォール＝ロワイヤルの要塞に砲撃したが、要塞が高台にあったため効果が薄く、また近くに上陸に適する場所もなかった。イギリスの指揮官たちは知らなかったが、この時点ではマルティニーク総督のフランソワ5世・ド・ボアルネが数か月間補給を受けていなかったため、要塞は短期間の包囲だけで降伏するであろうもろいものであった。しかし、ムーアとホプソンは包囲せず、当時のマルティニークの中心地で貿易港であったサン・ピエールの攻撃を計画する始末であった。1月19日の砲撃が再び失敗すると、イギリス軍は撤収して、代わりにフランス私掠船の本拠地グアドループ島を攻撃した。

## その後
イギリス軍はグアドループに攻撃を加え、同年5月に降伏させた。マルティニークは1762年に再び侵攻され、今度はイギリス軍が占領に成功した。